# Giuseppe di Sassonia-Altenburg
Giuseppe Giorgio Federico Ernesto Carlo di Sassonia-Altenburg (Hildburghausen, 27 agosto 1789 – Altenburg, 25 novembre 1868) fu duca di Sassonia-Altenburg.

## Biografia
Egli era il secondo, ma il primo sopravvissuto, dei figli di Federico di Sassonia-Hildburghausen (di Sassonia-Altenburg dal 1826) e di Carlotta di Meclemburgo-Strelitz. Giuseppe succedette al padre come Duca di Sassonia-Altenburg alla sua morte nel 1834.
Nel 1814, lui ed il fratello combatterono con gli alleati contro la Francia nelle Guerre Napoleoniche. Successivamente venne nominato Maggiore Generale al servizio dell'esercito di Sassonia.
Egli diede un nuovo assetto urbanistico ad Altenburg, ma il suo governo fu prevalentemente conservatore e resistente alle riforme; per questo, egli venne costretto all'abdicazione durante la rivoluzione del 1848.

## Matrimonio e discendenza
A Kirchheim unter Teck, il 24 aprile 1817 Giuseppe sposò Amalia di Württemberg, figlia del Duca Ludovico Federico Alessandro di Württemberg. Dal matrimonio nacquero sei figlie:
1. Alessandrina Maria Guglielmina Caterina Carlotta Teresa Enrichetta Luisa Paolina Elisabetta Federica Giorgina (1818-1907), sposò Giorgio V di Hannover;
2. Paolina Federica Enrichetta Augusta (1819 – 1825)
3. Enrichetta Federica Teresa Elisabetta (1823-1915);
4. Elisabetta Paolina Alessandrina (1826-1896), sposò Pietro II di Oldenburg;
5. Alessandra Federica Enrichetta Paolina Marianna Elisabetta (dopo il suo matrimonio prese il nome di Alessandra Iosifovna nel battesimo ortodosso russo; 1830-1911), sposò il Granduca Costantino di Russia.
6. Luisa (1832-1833)

## Albero genealogico
|                                                 |                                                 |                                                        | Genitori                                                              |  |  | Nonni |  |  | Bisnonni                                       |  |  | Trisnonni                                     |  |
|                                                 |                                                 |                                                        |                                                                       |  |  |       |  |  | Ernesto Federico II di Sassonia-Hildburghausen |  |  | Ernesto Federico I di Sassonia-Hildburghausen |  |
|                                                 |                                                 |                                                        |                                                                       |  |  |       |  |  | Ernesto Federico II di Sassonia-Hildburghausen |  |  | Ernesto Federico I di Sassonia-Hildburghausen |  |
|                                                 |                                                 | Sofia Albertina di Erbach-Erbach                       |                                                                       |  |  |       |  |  | Ernesto Federico II di Sassonia-Hildburghausen |  |  |                                               |  |
| Ernesto Federico III di Sassonia-Hildburghausen |                                                 |                                                        |                                                                       |  |  |       |  |  | Ernesto Federico II di Sassonia-Hildburghausen |  |  |                                               |  |
|                                                 |                                                 | Carolina di Erbach-Fürstenau                           | Filippo Carlo di Erbach-Fürstenau                                     |  |  |       |  |  |                                                |  |  |                                               |  |
|                                                 |                                                 | Carolina di Erbach-Fürstenau                           | Filippo Carlo di Erbach-Fürstenau                                     |  |  |       |  |  |                                                |  |  |                                               |  |
|                                                 |                                                 | Carolina di Erbach-Fürstenau                           | Carlotta Amalia di Kunowitz                                           |  |  |       |  |  |                                                |  |  |                                               |  |
| Federico di Sassonia-Altenburg                  |                                                 | Carolina di Erbach-Fürstenau                           |                                                                       |  |  |       |  |  |                                                |  |  |                                               |  |
|                                                 |                                                 | Ernesto Augusto I di Sassonia-Weimar                   | Giovanni Ernesto III di Sassonia-Weimar                               |  |  |       |  |  |                                                |  |  |                                               |  |
|                                                 |                                                 | Ernesto Augusto I di Sassonia-Weimar                   | Giovanni Ernesto III di Sassonia-Weimar                               |  |  |       |  |  |                                                |  |  |                                               |  |
|                                                 |                                                 | Ernesto Augusto I di Sassonia-Weimar                   | Sofia Augusta di Anhalt-Zerbst                                        |  |  |       |  |  |                                                |  |  |                                               |  |
| Ernestina Augusta di Sassonia-Weimar            |                                                 | Ernesto Augusto I di Sassonia-Weimar                   |                                                                       |  |  |       |  |  |                                                |  |  |                                               |  |
|                                                 |                                                 | Sofia Carlotta di Brandeburgo-Bayreuth                 | Giorgio Federico Carlo di Brandeburgo-Bayreuth                        |  |  |       |  |  |                                                |  |  |                                               |  |
|                                                 |                                                 | Sofia Carlotta di Brandeburgo-Bayreuth                 | Giorgio Federico Carlo di Brandeburgo-Bayreuth                        |  |  |       |  |  |                                                |  |  |                                               |  |
|                                                 |                                                 | Sofia Carlotta di Brandeburgo-Bayreuth                 | Dorotea di Schleswig-Holstein-Sonderburg-Beck                         |  |  |       |  |  |                                                |  |  |                                               |  |
| Giuseppe di Sassonia-Altenburg                  |                                                 | Sofia Carlotta di Brandeburgo-Bayreuth                 |                                                                       |  |  |       |  |  |                                                |  |  |                                               |  |
|                                                 | Carlo Ludovico Federico di Meclemburgo-Strelitz | Adolfo Federico II di Meclemburgo-Strelitz             |                                                                       |  |  |       |  |  |                                                |  |  |                                               |  |
|                                                 | Carlo Ludovico Federico di Meclemburgo-Strelitz | Adolfo Federico II di Meclemburgo-Strelitz             |                                                                       |  |  |       |  |  |                                                |  |  |                                               |  |
|                                                 | Carlo Ludovico Federico di Meclemburgo-Strelitz | Cristiana Emilia di Schwarzburg-Sondershausen          |                                                                       |  |  |       |  |  |                                                |  |  |                                               |  |
| Carlo II di Meclemburgo-Strelitz                | Carlo Ludovico Federico di Meclemburgo-Strelitz |                                                        |                                                                       |  |  |       |  |  |                                                |  |  |                                               |  |
|                                                 |                                                 | Elisabetta Albertina di Sassonia-Hildburghausen        | Ernesto Federico I di Sassonia-Hildburghausen                         |  |  |       |  |  |                                                |  |  |                                               |  |
|                                                 |                                                 | Elisabetta Albertina di Sassonia-Hildburghausen        | Ernesto Federico I di Sassonia-Hildburghausen                         |  |  |       |  |  |                                                |  |  |                                               |  |
|                                                 |                                                 | Elisabetta Albertina di Sassonia-Hildburghausen        | Sofia Albertina di Erbach-Erbach                                      |  |  |       |  |  |                                                |  |  |                                               |  |
| Carlotta di Meclemburgo-Strelitz                |                                                 | Elisabetta Albertina di Sassonia-Hildburghausen        |                                                                       |  |  |       |  |  |                                                |  |  |                                               |  |
|                                                 |                                                 | Giorgio Guglielmo d'Assia-Darmstadt                    | Luigi VIII d'Assia-Darmstadt                                          |  |  |       |  |  |                                                |  |  |                                               |  |
|                                                 |                                                 | Giorgio Guglielmo d'Assia-Darmstadt                    | Luigi VIII d'Assia-Darmstadt                                          |  |  |       |  |  |                                                |  |  |                                               |  |
|                                                 |                                                 | Giorgio Guglielmo d'Assia-Darmstadt                    | Carlotta di Hanau-Lichtenberg                                         |  |  |       |  |  |                                                |  |  |                                               |  |
| Federica Carolina Luisa d'Assia-Darmstadt       |                                                 | Giorgio Guglielmo d'Assia-Darmstadt                    |                                                                       |  |  |       |  |  |                                                |  |  |                                               |  |
|                                                 |                                                 | Maria Luisa Albertina di Leiningen-Dagsburg-Falkenburg | Cristiano Carlo Reinardo di Leiningen-Dachsburg-Falkenburg-Heidesheim |  |  |       |  |  |                                                |  |  |                                               |  |
|                                                 |                                                 | Maria Luisa Albertina di Leiningen-Dagsburg-Falkenburg | Cristiano Carlo Reinardo di Leiningen-Dachsburg-Falkenburg-Heidesheim |  |  |       |  |  |                                                |  |  |                                               |  |
|                                                 |                                                 | Maria Luisa Albertina di Leiningen-Dagsburg-Falkenburg | Caterina Polissena di Solms-Rödelheim                                 |  |  |       |  |  |                                                |  |  |                                               |  |
|                                                 |                                                 | Maria Luisa Albertina di Leiningen-Dagsburg-Falkenburg |                                                                       |  |  |       |  |  |                                                |  |  |                                               |  |